# ブラウンアウト

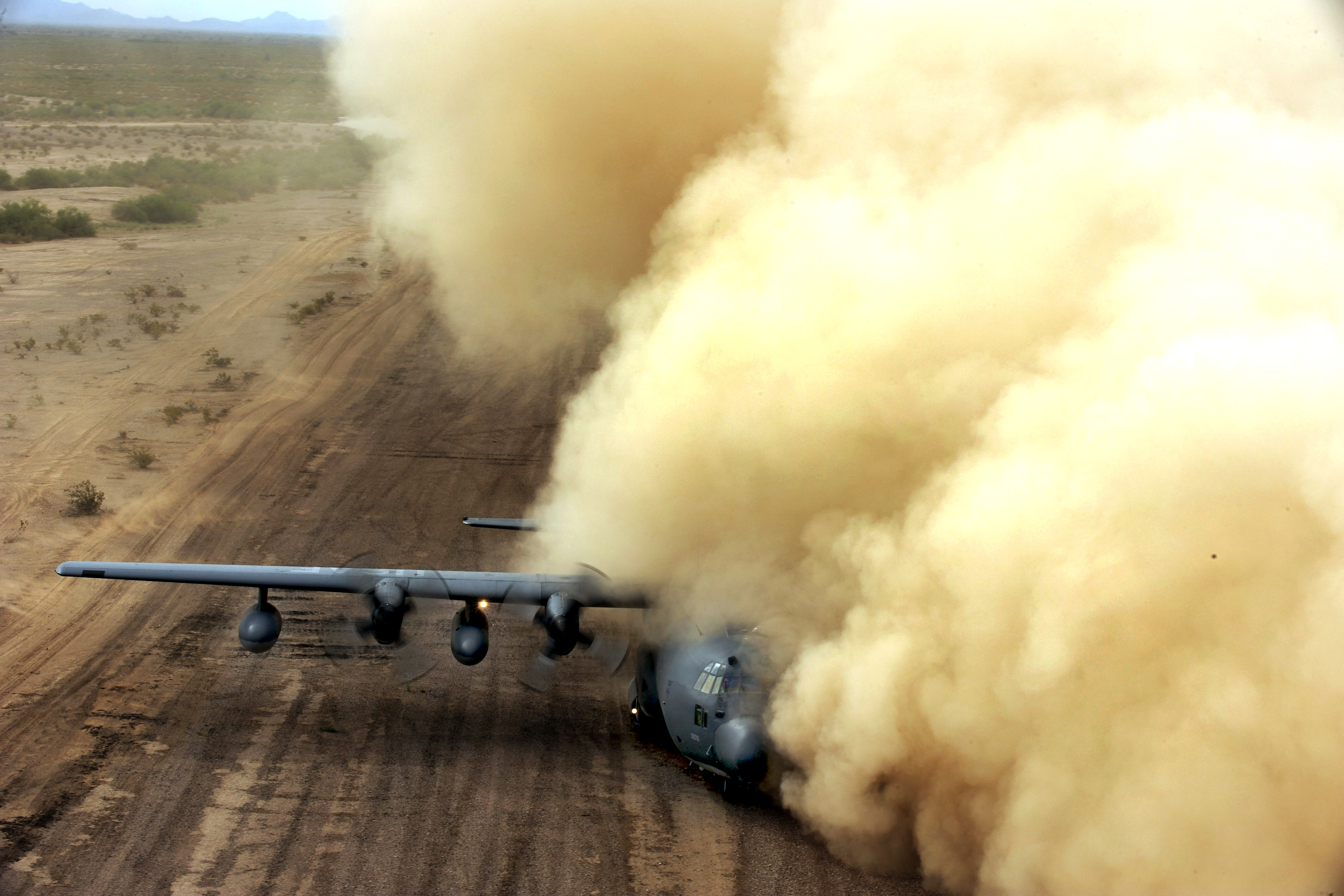
デビスモンサン空軍基地付近の未舗装の滑走路でブラウンアウト状態を発生させているHC-130ハーキュリーズ

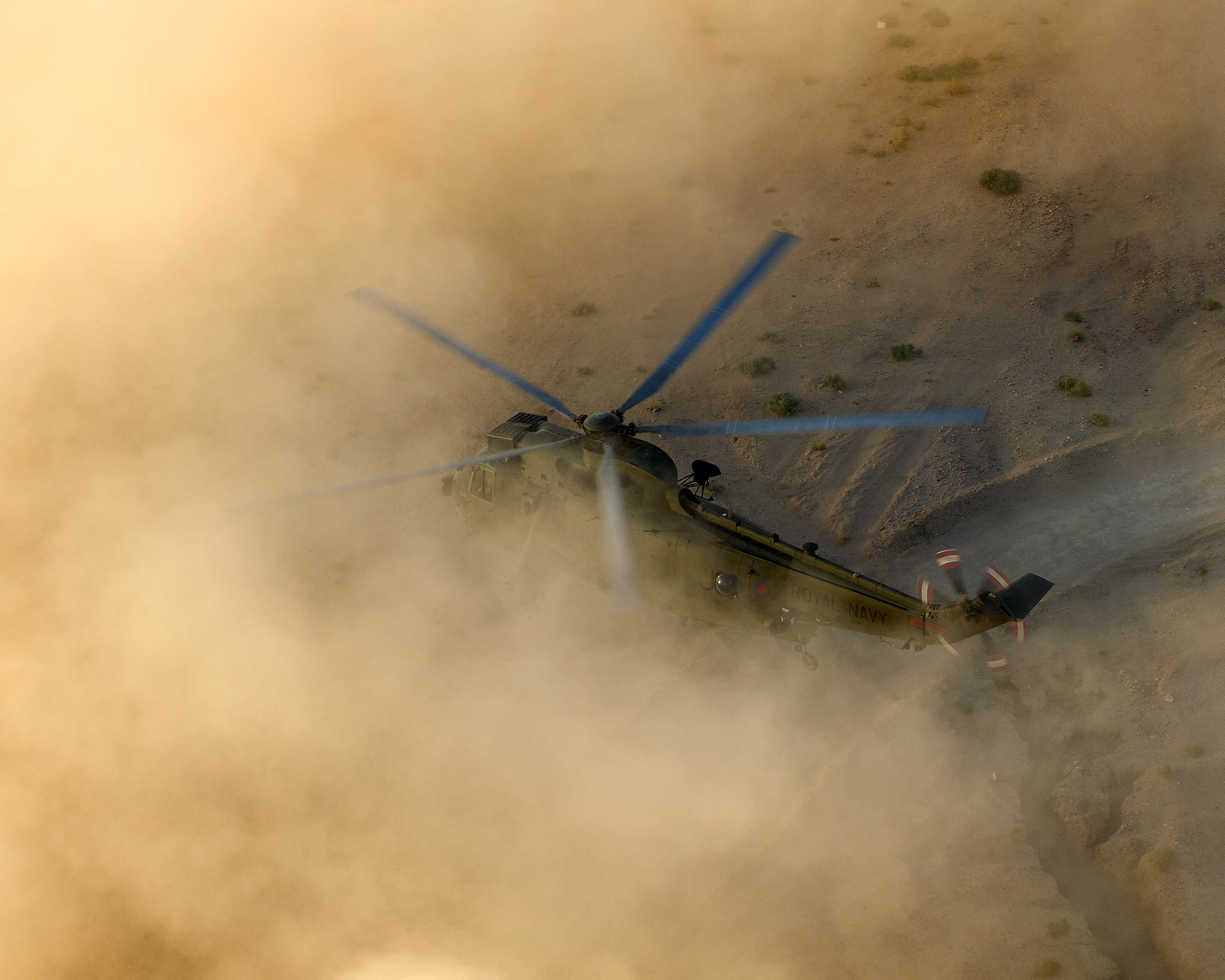
2013年ヨルダンの砂漠で訓練中の英国第845海軍飛行隊所属のシーキングHC.4

ブラウンアウト（英: brownout、brown-out）とは、飛行中に空中に舞い上がった砂塵により生じる視程障害である。ブラウンアウト状態においては、パイロットが地表面近くで航空機をコントロールする際に必要な補助目標（近傍の物体）の視認が困難になる。 このことは、空間識失調状態に陥り、状況把握ができなくなって事故が発生する要因となる。 パイロットたちに言わせれば、ブラウンアウト状態で着陸することは、一方の目をつぶって車を縦列駐車するようなものなのである。

## 概説
ブラウンアウトは、乾燥した砂漠地域において、ヘリコプターが着陸および離陸する際に事故を引き起こす要因となる。地表面近くで、ヘリコプターのローターが発生するダウンウォッシュが巻き上げた強烈な砂埃により視界が遮られることは、航空機と地上障害物との衝突や、地形の傾斜や起伏によるダイナミック・ロールオーバーを引き起こす、重大な飛行安全上のリスクである。 近年の軍事作戦においては、ブラウンアウトにより多数のヘリコプターが失われており、その数は、他の全ての原因によるものの総計よりも多くなっている（2005年現在）。
ブラウンアウトの発生および程度に影響を及ぼす要素には、いくつかのものがある。
- ローターのディスク・ローディング（回転面荷重）
- ローターの配置
- 土質
- 風
- 進入速度および角度

ブラウンアウトに起因する事故を防止するための対策としては、次のようなものがある。
- 降着地の整備
- 操縦士の技量の向上
- （See and Rememberとして知られる）合成ビジョンの導入[6]
- シンボル表示を改善した改良型HSI（horizontal situation indicato, 水平姿勢指示器）の装備[7]
- アグスタ・ウェストランドEH101が装備する「ウィングド・ローター」のような空力学的処置[8]
- TSAS（Tactile Situational Awareness Systems, 触覚状況把握システム）によるパイロットへの触覚器を用いた触覚による情報提供など、センサーから得られた位置および方向データの非視覚的な伝達

## 錯覚

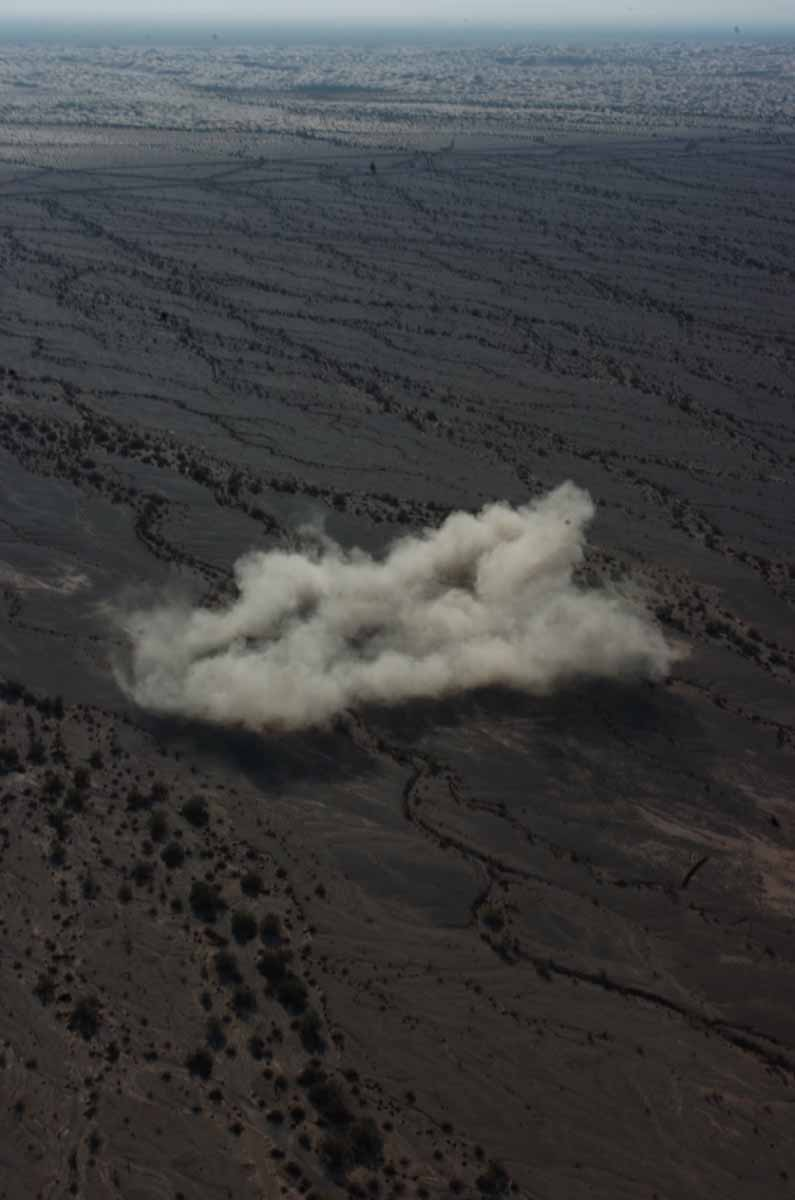
カリフォルニア州エル・セントロの近郊で行われた訓練中に、発生した巨大な砂塵に覆われて見えなくなった MV-22オスプレイ

砂塵が舞い上がると、水平線が傾いているという錯覚が生じる。パイロットは、飛行計器を参照していない場合、直感的に機体を間違った水平線に合わせようとし、事故を引き起こす可能性がある。ヘリコプターのダウンウォッシュにより砂がコックピット・ウィンドの外側を回ると、パイロットが視覚誘導性自己運動感覚に陥り、実際にはホバリング停止しているにもかかわらず、ヘリコプターが旋回していると錯覚する場合もある。この場合においても、誤った操縦が行われる可能性があり、地表面近くでホバリングしている場合には、事故の発生に直結しがちである。 夜間着陸においては、ブラウンアウトの雲が航空機の灯火で照らされることにより、視覚的錯覚がさらに生じやすくなる。
アフガニスタンでは、砂塵によるローター摩耗が非常に多く確認されている。

## アメリカ軍の教訓
1990年から91年の湾岸戦争の間、数機の多国籍軍の航空機が、砂塵環境下での着陸中に横転より損失した。その後も、不朽の自由作戦が終了するまでの間に、アメリカ陸軍においては、カリフォルニア州のフォート・アーウィン軍用地国家訓練センターなどで、ブラウンアウト状況下での事故が40件以上発生し続けた。1991年以降、砂塵環境下における離着陸の失敗に起因して、航空機が損傷または人員が負傷した航空事故が230件以上発生している。これらの事故の大半は着陸時に発生したものであるが、離陸時にもかなりの数の事故が発生している。2001年から2007年の間の陸軍軍事作戦間に報告された損傷には、50件以上のブラウンアウトに起因するものが含まれているが、そのうち80パーセントが着陸中に発生したものであり、20％が離陸中に発生したものであった。
ヘリコプターのブラウンアウトは、アフガニスタンおよびイラクにおけるアメリカ軍に、毎年1億ドルのコストをもたらした。陸軍は、アフガニスタンおよびイラクにおける事故の4件中3件がブラウンアウトによるものであったと指摘している。 ブラウンアウトによる事故は、地表面に近いところで、低速飛行中に発生するため、他の事故に比べると生存率が高い。しかしながら、イラクおよびアフガニスタンにおける軍用機の事故においては死亡者が発生しており、それらの事故のほとんどが避けることのできたものであった。
2003年のイラクの侵攻における最初の3週間で、4機のAH-64Dアパッチ・ロングボウがブラウンアウトに起因する事故により損壊または大破したが、その間に戦闘で損耗したのは1機だけであった。座席が前後に配置されたアパッチは、UH-60ブラックホークに比較して横幅が狭く、パイロットがブラウンアウトによりロールの制御ができなくなった場合に横転しやすい傾向にある。ただし、夜間においては、砂塵が月明りを遮った場合においても、アパッチは赤外線暗視システムにより比較的視界を保つことができる。これに対し、ブラックホークのNVGは可視光を増幅することしかできない。
CH-47チヌークのブラウンアウトに起因する事故も比較的頻度が高かった。2007年の時点で、アフガニスタンでは9機のチヌークが行動中に損失したが、少なくともそのうちの2件はブラウンアウトに起因するものであり、その他の数件の事故もその影響を受けていた可能性がある。POGO（Project on Government Oversight, 政府監視プロジェクト）によれば、アメリカ陸軍における2002年から2005年かけての41件のブラウンアウトに起因する事故のうち、12件はCH-47によるものであった。POGOが政府から得た資料をまとめたデータによれば、チヌークは、2003年および2005年のアメリカ陸軍のヘリコプターの全飛行時間のうち7パーセントしか飛行していないが、ブラウンアウトに起因する全事故件数の30パーセントを占めている。
ブラウンアウトは、2007年9月にイラクに派遣されたアメリカ軍のV-22オスプレイ・ティルトローター機において、特に注目されている。 ディスク・ローディングが大きいプロップローターにより、強いダウンウォッシュが生成され、より高い高度において塵雲を巻き上げるからである。このことは、ホイストやロープを使用した兵員の投入または回収を行う際に、特に問題となる。初めての戦場での経験において、MV-22の塵雲は、それが取って代わろうとしているCH-46のそれよりも巨大ではあったが、地面付近では視界を回復することができ、着陸する前に補助目標を得ることができた、とパイロットは報告している。

## 事故事例（一部）

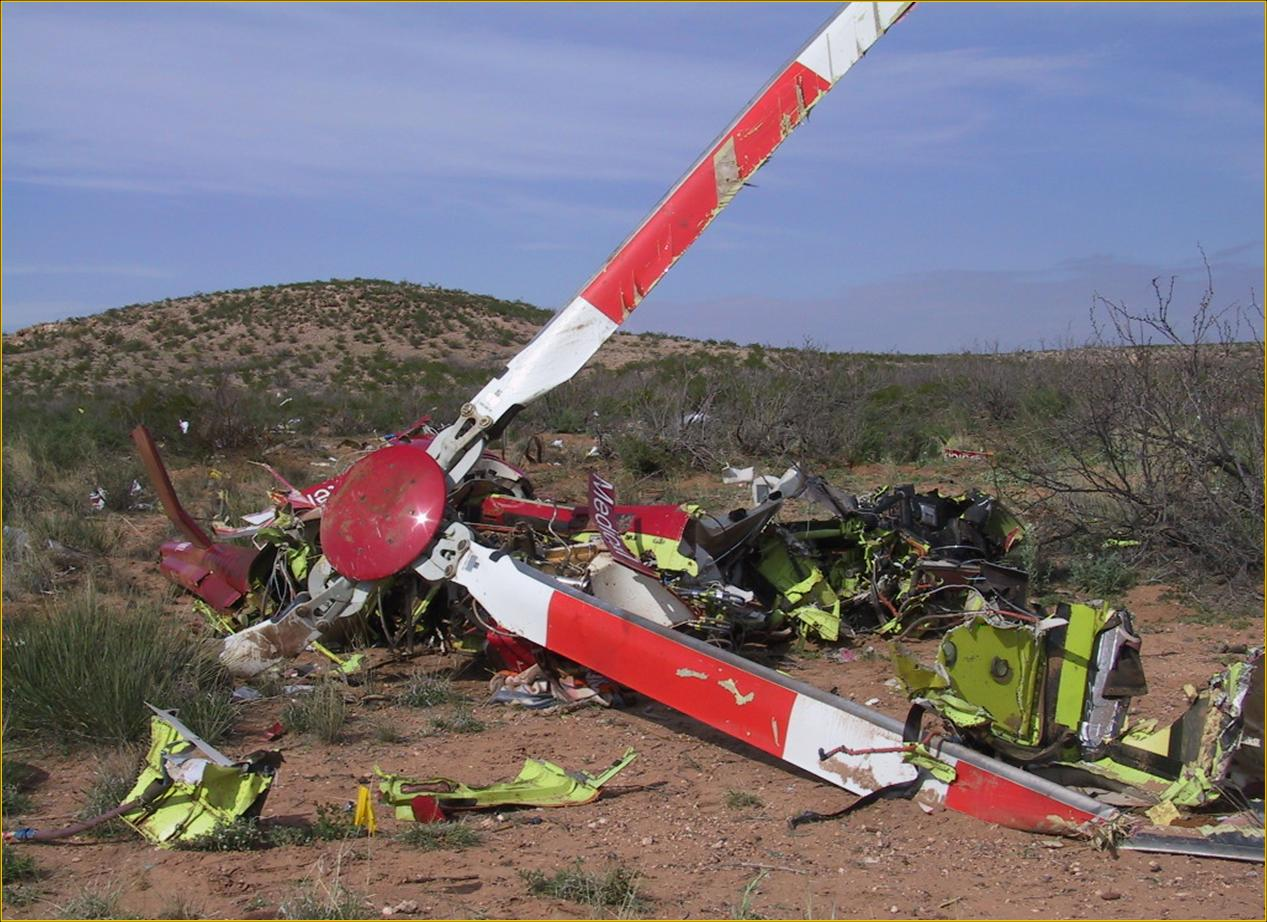
緊急医療活動中に墜落したベルN502MTの残骸（テキサス州ピョーテ近郊）

### 民間機
- 2001年8月18日、アメリカ合衆国カリフォルニア州ビントン／Rocky Mountain Holdings社所有アエロスパシアルAS355F1（N53LH）／医療ヘリコプターが遠隔地で離陸を中止した後、ダイナミック・ロールオーバーにより損傷。負傷者なし。機体は大破した。パイロットは、地上から約y3フィート（1メートル）離陸した後、ブラウンアウトに遭遇した[21]。
- 2001年9月22日、アメリカ合衆国カリフォルニア州チコ／エンロウ・メディカル・センター所有アエロスパシアルAS350BA（N911NT）／当該機は、ある球場への着陸を中止した後、樹木に衝突し、機体が破壊した。パイロットが死亡し、搭乗していた2名の看護師のうちの1名が負傷した。事故の目撃者は、事故現場の視界がブラウンアウトの雲によって遮られていたと述べている[22]。
- 2004年3月21日、アメリカ合衆国テキサス州ピョーテ／Med-Trans社所有ベル407（N502MT）／緊急医療ヘリコプターが視界不良の中、夜間の患者空輸のため機動中に地上に墜落した。パイロット、航空救急医療士、患者および患者の母親が死亡し、航空看護士が重傷を負った。目撃者によれば、事故当時、ブラウンアウト状態が発生していた。
- 2004年6月26日、アメリカ合衆国アリゾナ州シベッキュー／Native American Air Ambulance社所有AS350B3（N5226R）／緊急医療ヘリがブラウンアウト状態で球場にハード・ランディングし、テールブームを損傷した。搭乗員にけがはなかった。当該損傷は、飛行後点検およびその後の飛行前点検では発見されず、8日後に航空整備士によって発見された[23]。
- 2005年8月16日、アメリカ合衆国アイダホ州ドネリー／Heliflite有限責任会社所有ヒューイ369E（N500FU）／当該機は、着陸時にメイン・ローター・ブレードが樹木に接触し、大きく損傷した。負傷者はなかった。事故現場の地表面は、工事により荒れており、予期しないブラウンアウト状態が生じた[24]。

### 軍用機

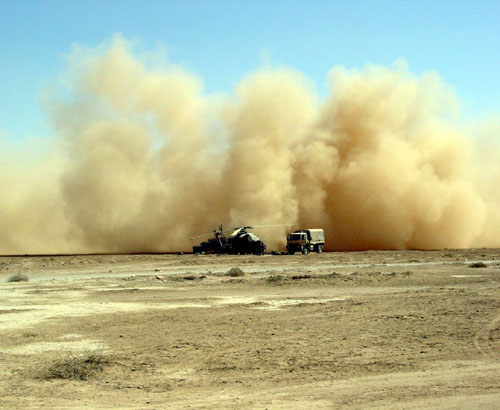
中央イラクの砂漠の飛行場に着陸後、巨大な砂塵の雲を発生させる第6騎兵連隊第2飛行大隊のAH-64Aアパッチ

- 2001年10月19日、パキスタン国ダルバンディン／アメリカ陸軍レンジャー第3/75任務部隊所属MH-60Kブラック・ホーク／捜索救難ヘリコプターが夜間に着陸進入中、ブラウンアウト状態が発生し、降着地域が覆い隠された。当該機は、砂丘に墜落し、搭乗していた2名のレンジャーが死亡し、他の3名が負傷した。[25][26][27]
- 2001年12月6日、アフガニスタンFOB（Forward operating base, 前方運用基地）／アメリカ海兵隊HMM-365所属UH-1Nヘリコプター／当該機は、離陸時に右にドリフトし、予期していなかった状態で接地・横転した。搭乗員のうちの1名が機体から投げ出され、その他の3名は機体が火災により破壊される前に脱出した。付近にいたもう1機のヘリコプターも、ローターから飛散した破片により損傷した。[28]
- 2002年8月12日、不朽の自由作戦FOB／アメリカ空軍第347救難航空団所属HH-60Gペイブ・ホーク／低速で離陸した当該機は、離陸時に自らのダウンウォッシュで生成された塵雲から離脱する際に十分な出力を得られなかった。パイロットは着陸しようとしたが、機体は砂浜に墜落した。6名の搭乗者は、重傷を負うことなく脱出した。[29]
- 2003年2月13日、クウェート国アリ・アル・サレム空軍基地／アメリカ空軍第20特殊作戦飛行隊所属MH-53M（固有番号：10930）／当該機は、夜間のブラウンアウト状態での着陸において、搭乗員が誤った判断をしたために大きな損傷を受けた。数名が軽症を負った。機体は、回収された。[30]
- 2003年3月23日、イラク中央のアメリカ陸軍宿営地／アメリカ陸軍第6騎兵連隊所属AH-64Dアパッチ・ロングボウ／当該機は、宿営地に部隊が到着した初日に、離陸時に墜落した。
- 2003年3月28日、イラク／アメリカ陸軍第101航空連隊所属AH-64Dアパッチ／当該機は、約40機の他の完全装備のヘリコプターと共に戦闘任務のためFOBシェルから離陸中、長機が離陸してから4分後に強烈なブラウンアウトの中でロール・オーバーに陥った。[31]
- 2003年3月28日、イラク／アメリカ陸軍第101航空連隊所属AH-64Dアパッチ（97-5032）／当該機は、戦闘任務からFOBシェルに帰投後、ブラウンアウト状態の中、ハード・ランディングして横転した。機体は、大きく損傷した（じ後、回収・修理された）。
- 2003年3月31日、イラク／アメリカ陸軍第103航空連隊所属AH-64Dアパッチ（99-5104）／当該機は、患者後送のエスコートを行うため離陸中、ブラウンアウト状態となり、メイン・ローターを接触させ、横転した。機体は、破壊した。[32]
- 2003年4月5日、クウェート国キャンプ・サンダー・ロード／アメリカ陸軍第101航空連隊所属UH-60ブラック・ホーク／当該機は、ブラウンアウト状態で貨物を吊上げようとしていたところ、懸吊物に衝突した。3名の負傷した搭乗員が、2名の重症のパイロットを燃え上がる機体から救出した。[33]
- 2004年4月26日、事故発生地点不明／アメリカ海兵隊HMM-266所属CH-46E／当該機は、ブラウンアウト状態でハード・ランディングした。ローター・ブレードが地面に接触したが、機体は横転しなかった。[34]
- 2005年7月27日、アフガニスタン国スピンボルダック／オランダ空軍第298飛行大隊所属CH-47チヌーク（D-105）／当該機は、アフガニスタンとパキスタンの間の境界線へ戦力投入を行おうとしたところ、ブラウンアウト状態のためハード・ランディングした。機体は、火災により破壊したが、負傷者はなかった。[35][36]

## コンピュータでの用例
コンピュータ、特に組込コンピュータにおいて、電源電圧が規定の値を下回る現象を指す。ブラックアウトの様な完全な電源断では無い、という点から「ブラウン」と表現される。
ブラウンアウトが発生した場合、コンピュータは正常に動作することが出来ないため、一般にリセットが必要となる。